# Honoriade
L’Honoriade (grec Ὁνωριάς) est une province romaine d'Anatolie (Asie mineure), créée à l'époque théodosienne par détachement de la partie orientale de la Bithynie et d'un petit morceau de la Paphlagonie autour d'Hadrianopolis. De 380 à 635, elle fait partie du diocèse du Pont. Sa capitale est alors Claudiopolis (aujourd'hui Bolu) ; d'autres villes importantes sont Cratia (aujourd'hui Gerede), Héraclée du Pont, Prusias ad Hypium, Tium (en) et Hadrianopolis (de).
Les historiens divergent sur l'identité de l'empereur qui a créé cette province. Selon F. Becker-Bertau, s'appuyant sur Jean Malalas, il s'agit de Théodose II. D'après Avshalom Laniado, « tout porte à penser que cette province a été créée par Théodose Ier (379-395) et nommée d'après son fils Honorius ». Selon Sophie Métivier, Malalas « date probablement à tort sa création du règne de Théodose II ».
En 535, Justinien Ier incorpore l'Honoriade dans la Paphlagonie.